# گویریل هاورهورد
گویریل هاورهورد (انگلیسی: Gøril Havrevold؛ ۱۱ ژوئیه ۱۹۱۴ – ۱۷ مارس ۱۹۹۲) هنرپیشه اهل نروژ بود.